# Sideroxylon persimile
Sideroxylon persimile är en tvåhjärtbladig växtart som först beskrevs av William Botting Hemsley, och fick sitt nu gällande namn av Terence Dale Pennington. Sideroxylon persimile ingår i släktet Sideroxylon och familjen Sapotaceae.

## Underarter
Arten delas in i följande underarter:
- S. p. persimile
- S. p. subsessiliflorum

## Bildgalleri

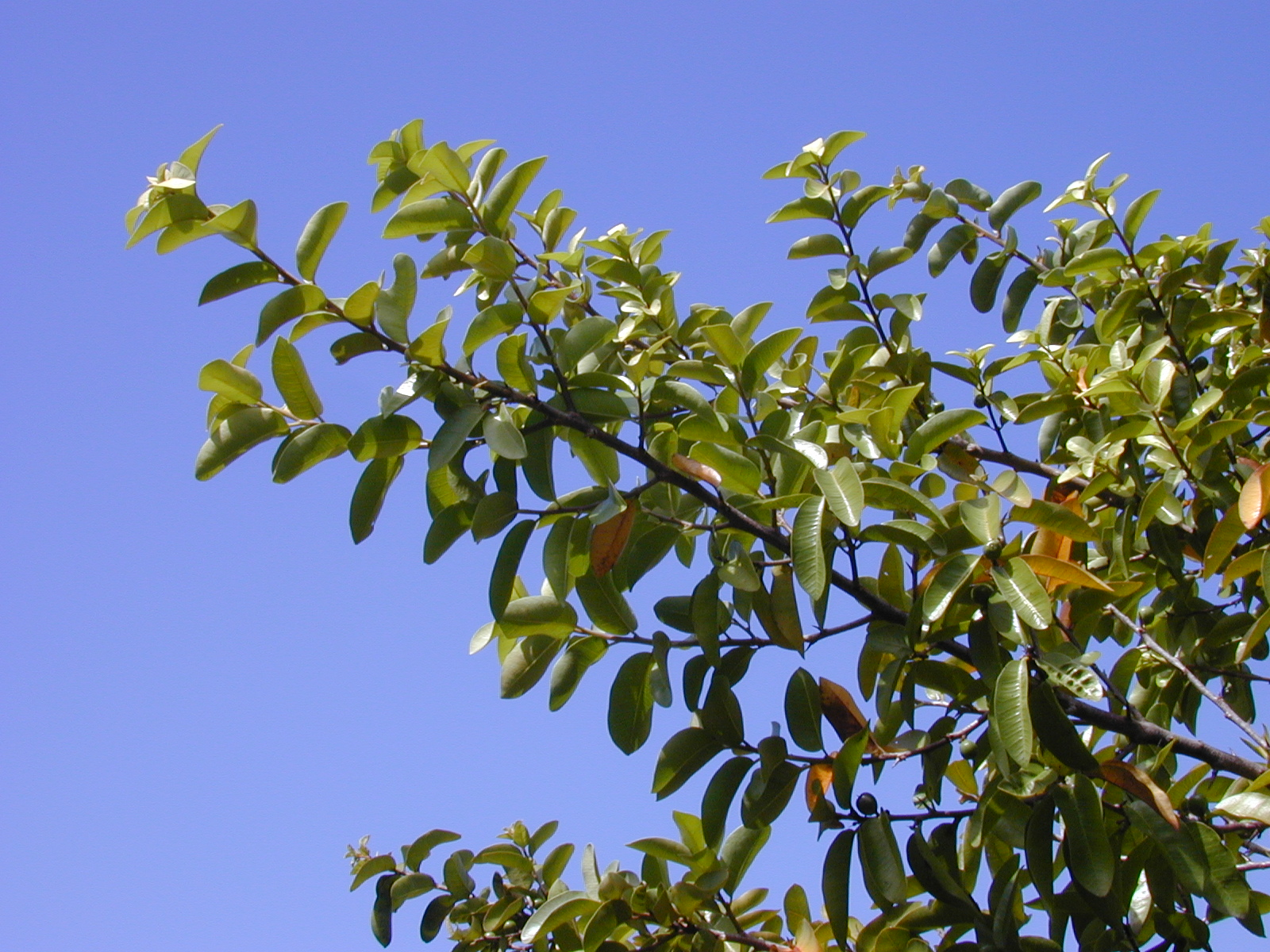
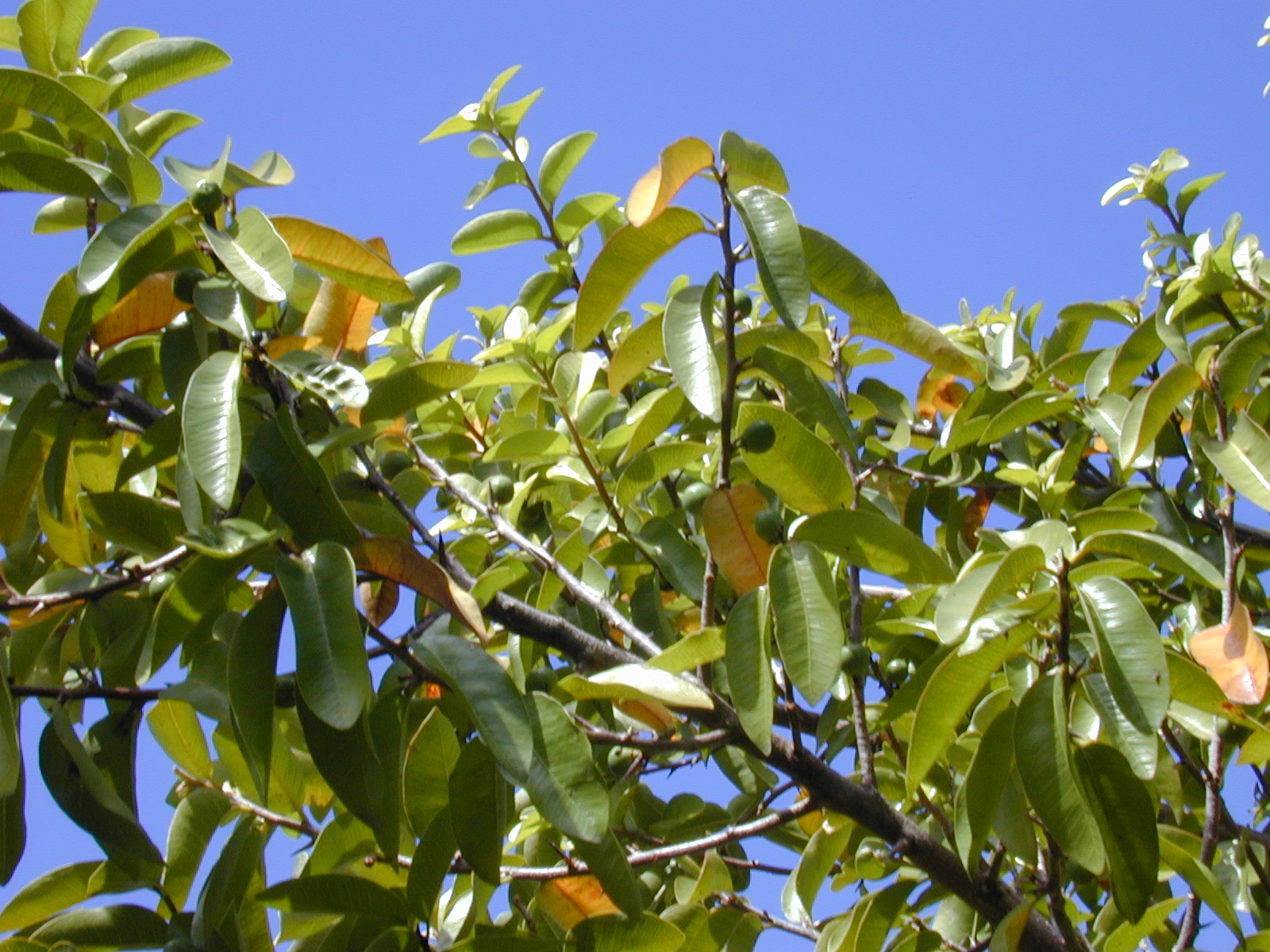
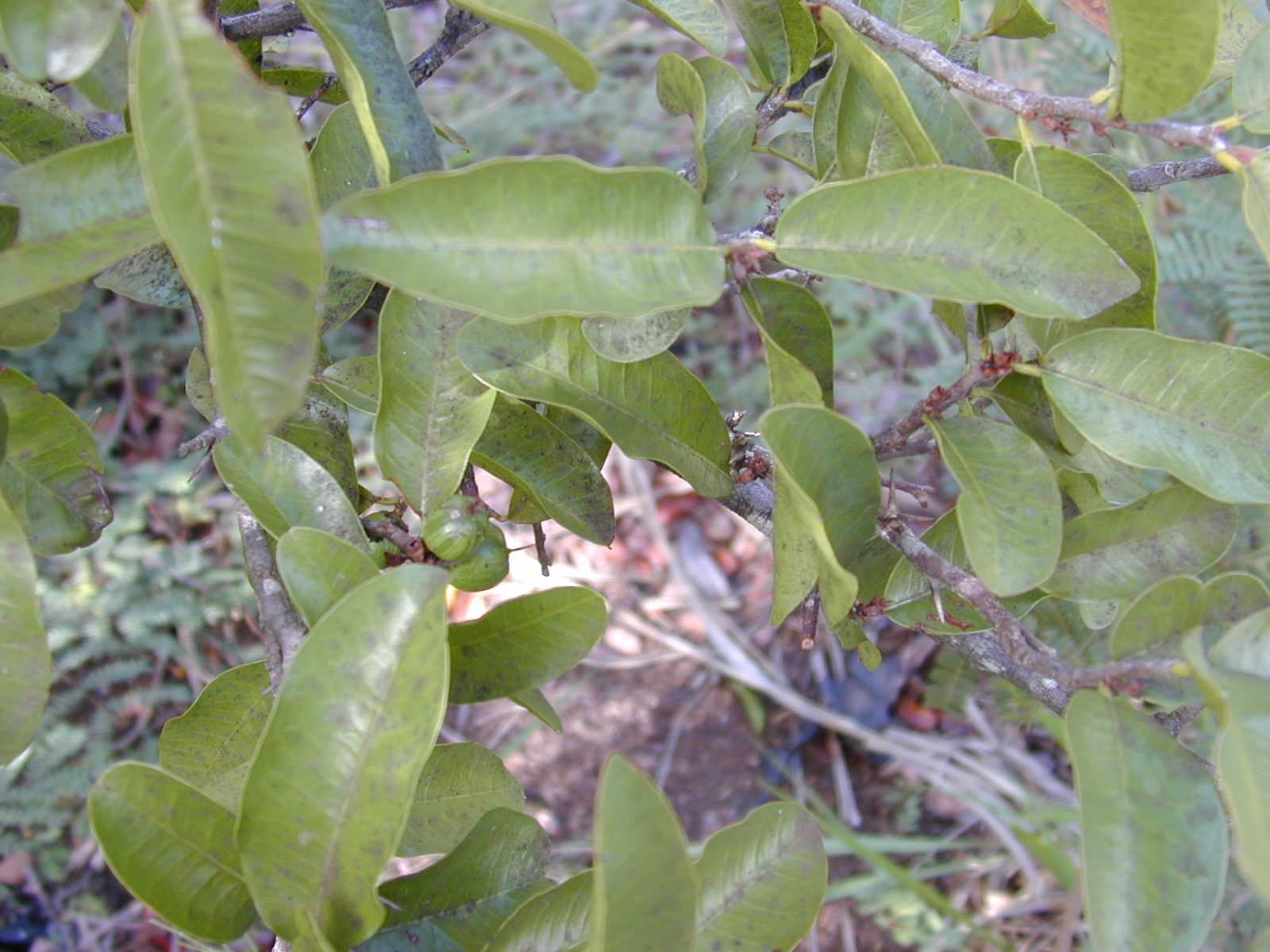
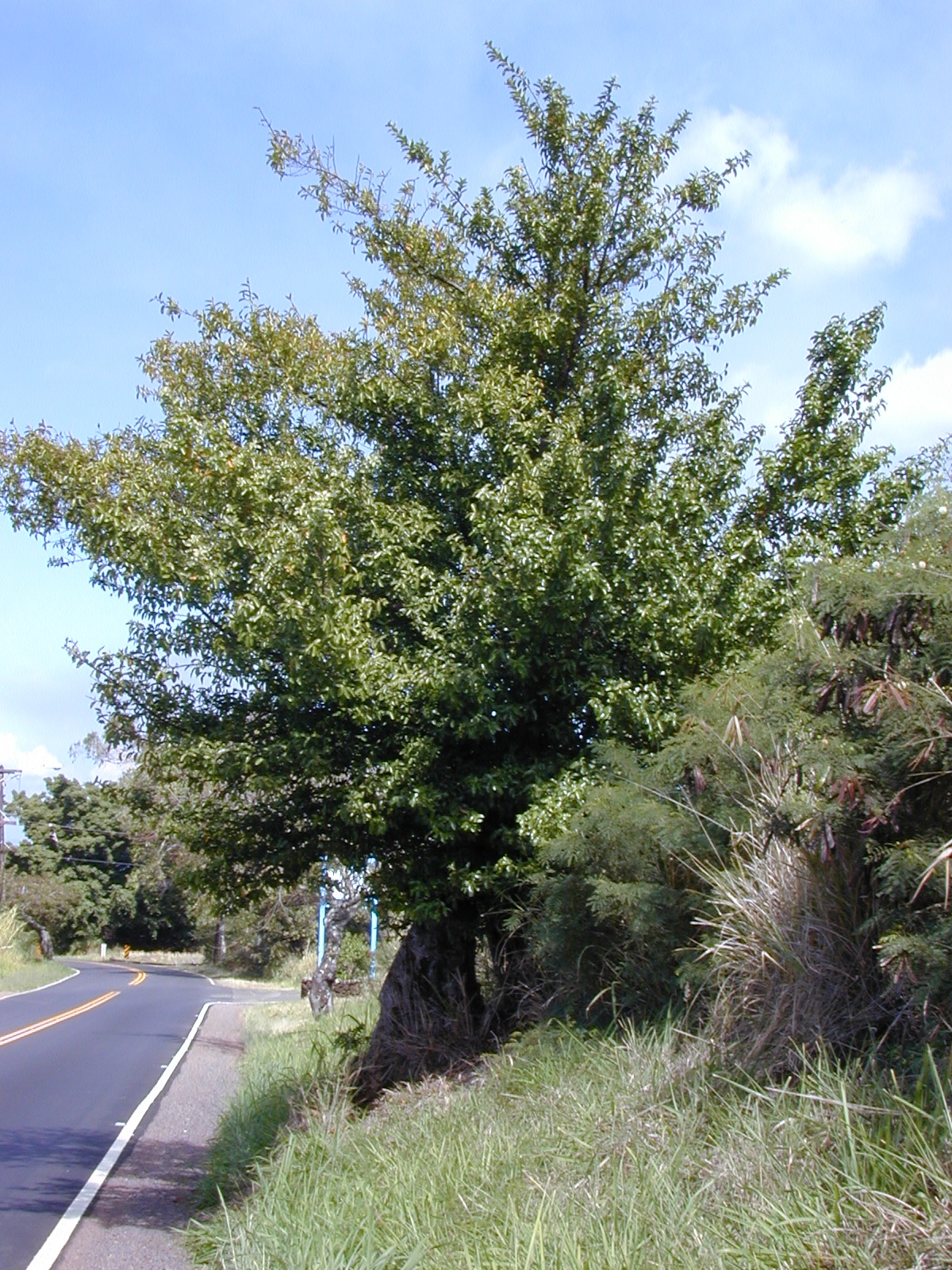
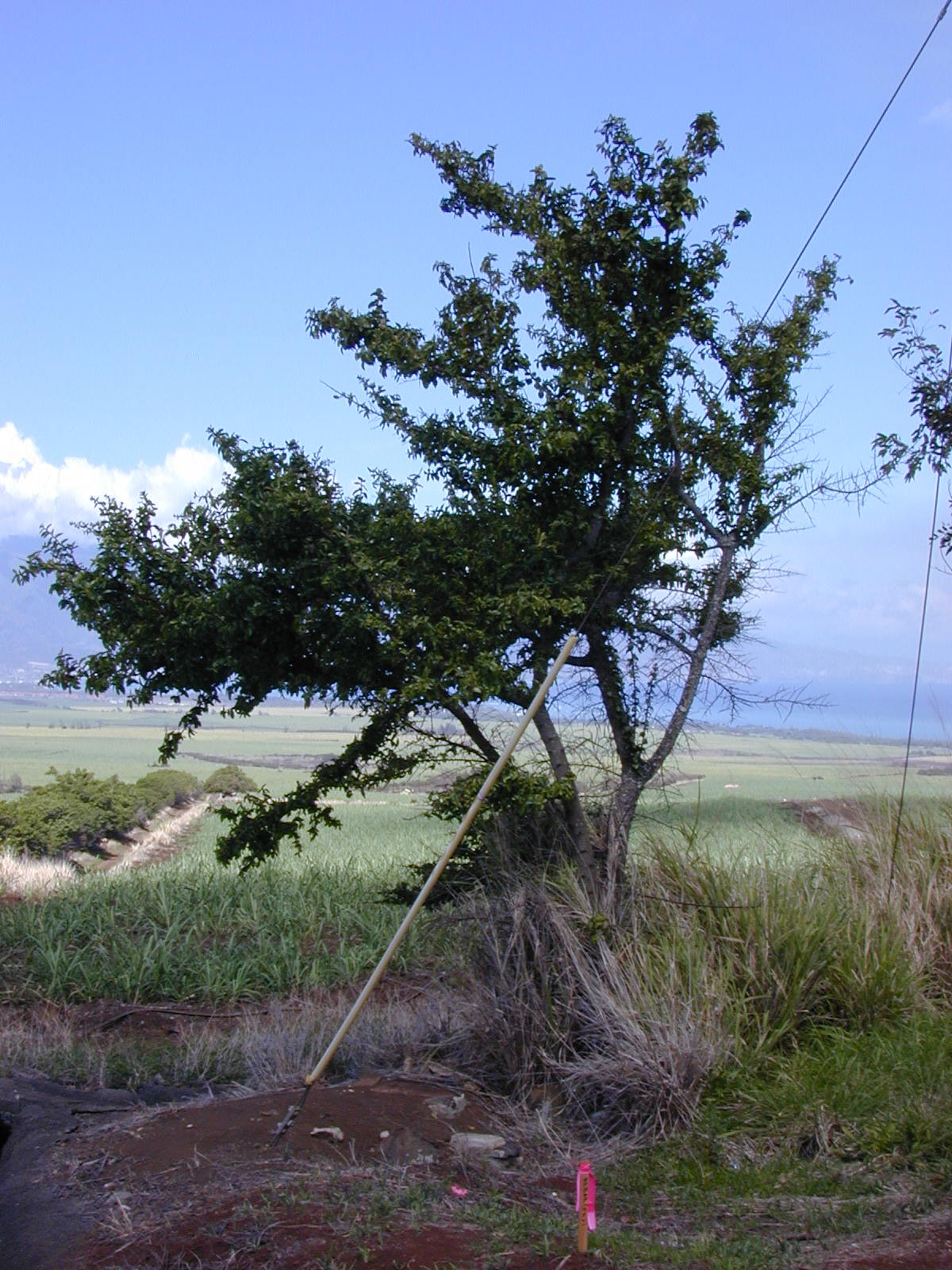
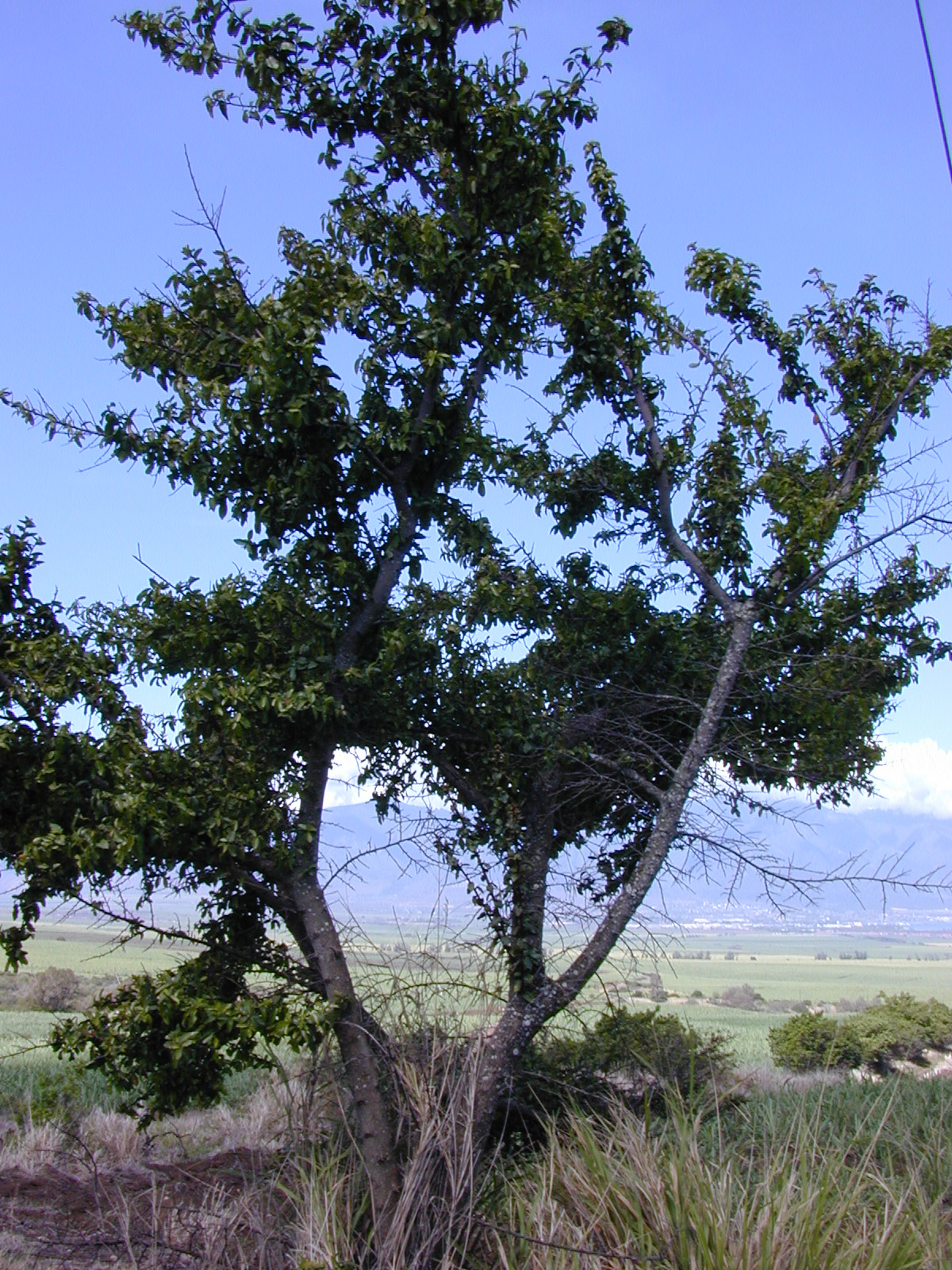